# 3K-Modell (Psychologie)
Das 3K-Modell der Motivation („3K“ steht für die „drei Komponenten der Motivation“) von Hugo Kehr ist eine empirisch gestützte, integrative Motivationstheorie, die sich für die systematische Diagnose und Intervention bei Motivationsdefiziten nutzen lässt.

## Grundlegende Annahmen

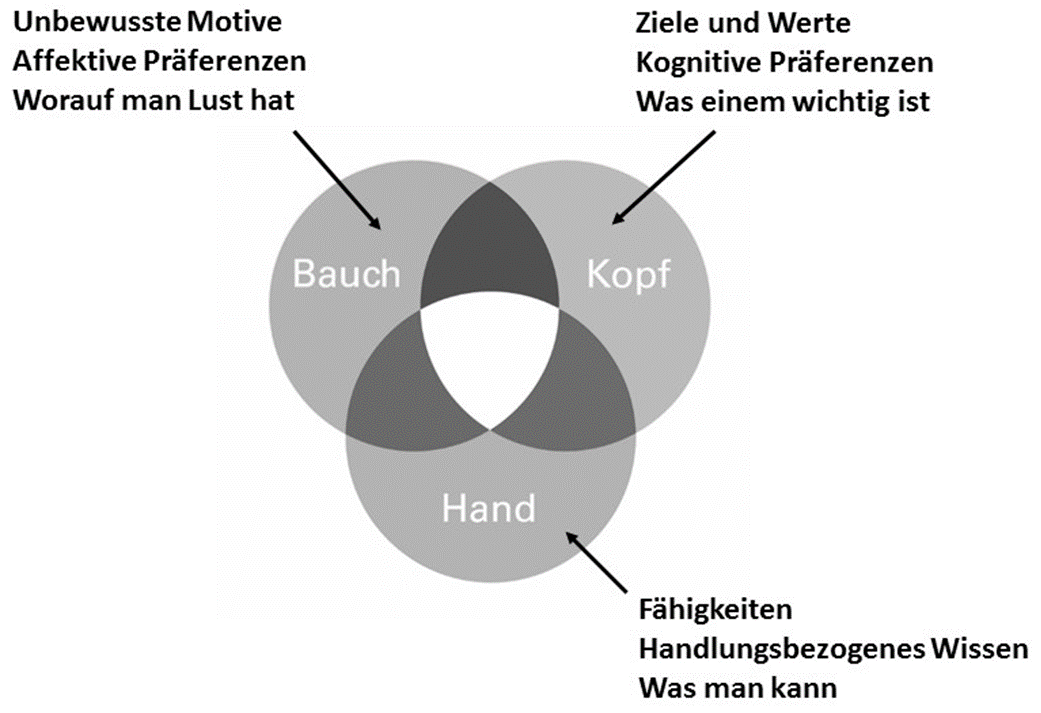
Illustration der drei Komponenten des 3K-Modells: Kopf, Bauch und Hand.

### Die drei Komponenten Kopf, Bauch und Hand
„3K“ steht für die drei Komponenten der Motivation, die als sich teilweise überlappende Kreise dargestellt werden (s. Abb. 1). In der Fachsprache heißen die drei Komponenten explizite (selbsteingeschätzte) Motive, implizite (unbewusste) Motive und subjektive Fähigkeiten. In der praktischen Anwendung stehen dafür die Metaphern „Kopf“, „Bauch“ und „Hand“.
- Kopf steht für die rationalen Absichten, unsere Ziele und die Bereitschaft, eine bestimmte Handlung auszuführen.
- Bauch steht für den emotionalen Bereich, für den Spaß und die Freude, die mit einer Handlung verbunden sind; für die oft unbewussten Bedürfnisse und Motive, die dahinter liegen; aber auch für Ängste und Bauchschmerzen.
- Hand repräsentiert die Fähigkeiten, das Wissen und die Erfahrung, die eine Handlung verlangt

### Zusammenwirken der drei Komponenten
Wenn die Komponenten Kopf und Bauch erfüllt sind, dann besteht die intrinsische Motivation. Man ist hochkonzentriert und erledigt gerne das, was man sich vorgenommen hat. Dabei ist es unerheblich, ob dabei auch die Komponente Hand erfüllt ist oder nicht: Man kann auch bei Aufgaben, bei denen einem (noch) die erforderlichen Fähigkeiten fehlen, intrinsisch motiviert sein.
Die optimale Motivation ist laut dem 3K-Modell dann gegeben, wenn alle drei Komponenten erfüllt sind (das entspricht in der obigen Abbildung der Schnittmenge aller drei Kreise). Hier ist der Handelnde intrinsisch motiviert und besitzt außerdem die erforderlichen Fähigkeiten. Dieser Zustand wird häufig als Flow erlebt. Ist dagegen eine der beiden Komponenten Bauch oder Kopf nicht erfüllt, gibt es also unangenehme „Bauchgefühle“ oder steht man vom Kopf her nicht dahinter, so fällt es schwer, die eigenen Absichten umzusetzen: Man steht sich selbst im Wege. Dieser Zustand wird oft als „Unmotiviertheit“ erlebt. Soll die Handlung dennoch ausgeführt werden, so braucht es zur Unterstützung den Willen, der die störenden Bauchgefühle oder Zweifel zurückdrängt. Eine solche willentliche Bekämpfung von Unlust und Zweifel kann durchaus kurzfristig erfolgreich sein – sie kostet jedoch Kraft und kann langfristig zu Überkontrolle und gesundheitlichen Problemen führen.
Es lassen sich zwei Typen von Wille unterscheiden: Wille vom Typ 1 wird für solche Aufgaben benötigt, die vom Kopf her wichtig und zweckmäßig erscheinen, die aber keine Unterstützung durch den Bauch erfahren. Das ist zum Beispiel dann der Fall, wenn wichtige, aber unangenehme Aufgaben zu erledigen sind. Wille vom Typ 2 wird demgegenüber benötigt, wenn eine bestimmte Handlung zwar Unterstützung durch den Bauch erfährt, aber nicht vom Kopf her unterstützt wird. Solche Situationen werden oft als Verlockung oder als Furcht erlebt.
Ist die Komponente Hand nicht erfüllt, so braucht es Problemlösungsmechanismen, die die fehlenden Fähigkeiten kompensieren, z. B. indem man sich bei anderen Hilfe sucht.

## Anwendung des 3K-Modells
In der praktischen Anwendung, etwa beim Selbstmanagement, im Coaching, in Führungstrainings und beim Changemanagement kann das 3K-Modell zur systematischen Diagnose und Intervention bei Motivationsdefiziten verwendet werden.

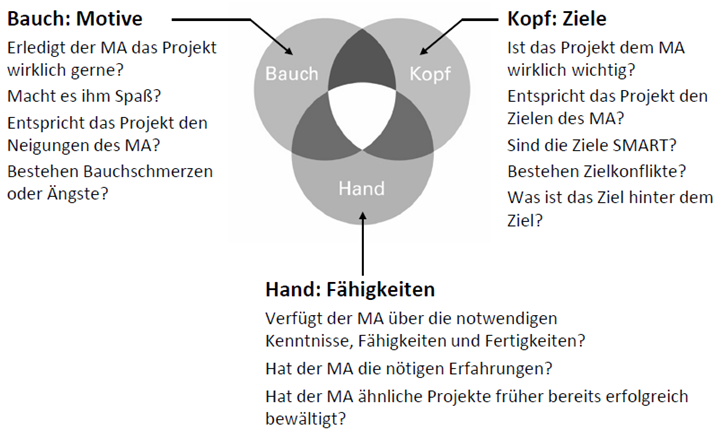
Praktische Anwendung des 3K-Modells: Motivationsdiagnose. MA = Mitarbeiter.

### Motivationsdiagnose
Zur Diagnose bietet sich in der Praxis an, die Erfüllung der drei Motivationskomponenten mit Hilfe der so genannten 3K-Prüfung zu erfassen. Fragen, die dazu gestellt werden können, sind etwa (vgl. dazu Abb. 2)
- Kopf: „Finde ich diese Tätigkeit wirklich wichtig?“
- Bauch: „Übe ich diese Tätigkeit gerne aus?“
- Hand: „Kann ich diese Tätigkeit gut ausführen?“

Von den Antworten auf diese Fragen hängt es ab, welche Unterstützungsmaßnahmen ergriffen werden sollten (vgl. Abb. 3).

### Intervention

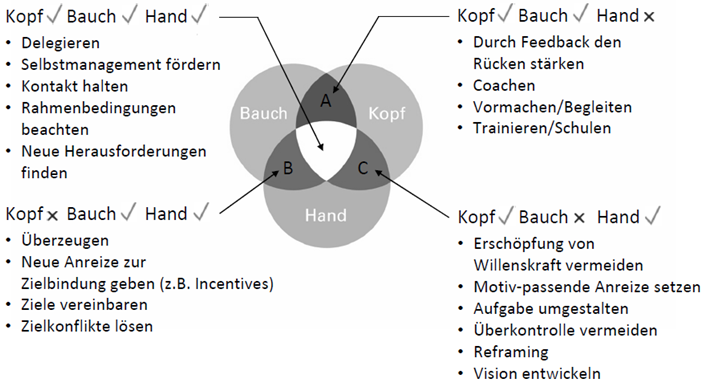
Praktische Anwendung des 3K-Modells: Intervention bei Motivationsdefiziten.

Die sich aus der 3K-Prüfung ergebenden Interventionsmaßnahmen lassen sich am besten an einem Beispiel illustrieren. Angenommen, eine Führungskraft hat mit ihrer Vertriebsmitarbeiterin im Rahmen eines Mitarbeitergesprächs eine 3K-Prüfung in Bezug auf das Führen von Verkaufsgesprächen mittels entsprechender Gesprächsleitfäden durchgeführt.
Wenn die 3K-Prüfung erkennen lässt, dass diese Tätigkeit zwar von den Komponenten Kopf und Bauch unterstützt wird, nicht aber von der Komponente Hand (das entspricht dem Bereich A in Abb. 3), dann sollte in einem vertiefenden Gespräch zunächst geklärt werden, ob allein die subjektiven oder auch die objektiven Fähigkeiten fehlen. Bei einem Fehlen objektiver Fähigkeiten (wenn beispielsweise die Mitarbeiterin die verwendeten Gesprächsleitfäden oder die Berechnungsgrundlagen noch nicht beherrscht) bieten sich – je nachdem, wie der konkrete Fall gelagert ist – Maßnahmen wie Coaching, Training oder kollegiale Beratung an. Mitunter könnte auch der Teil der Aufgabe, für den die Fähigkeiten fehlen, durch einen Kollegen/eine Kollegin erledigt werden. Sind es indes allein die subjektiven Fähigkeiten, die der Mitarbeiterin fehlen, dann sollte die Führungskraft versuchen, ihre Selbstwirksamkeit zu erhöhen und ihr „den Rücken zu stärken“, beispielsweise durch positives Feedback zu ihrer bisherigen Leistung.
Vielleicht lässt die 3K-Prüfung aber auch eine fehlende Unterstützung durch die Komponente Kopf erkennen (das entspricht dem Bereich B in der Abb. 3): Die Mitarbeiterin ist vielleicht nicht überzeugt, dass die vorgeschlagenen Gesprächsleitfäden wirklich zielführend sind, oder sie hält andere Vertriebswege für geeigneter. In diesem Fall gilt es, die erforderliche kognitive Unterstützung zu schaffen. Dies kann etwa durch Überzeugung, durch das gezielte Setzen von extrinsischen Anreizen (z. B. einer Bonuszahlung) oder durch die Lösung ausgemachter Zielkonflikte über die Repriorisierung von Zielen geschehen.
Was aber, wenn die 3K-Prüfung erkennen lässt, dass zwar die Komponenten Kopf und Hand erfüllt sind, nicht aber die Komponente Bauch (das entspricht dem Bereich C in der Abb. 3)? Wenn also die Mitarbeiterin ihre Aufgabe für wichtig und zielführend erachtet, und wenn sowohl sie selbst als auch ihre Führungskraft davon überzeugt sind, dass sie auch die nötigen Fähigkeiten mitbringt? 
Hier wäre z. B. denkbar, dass sie keine Lust hat, Gespräche anhand eines Gesprächsleitfadens zu führen, dass ihr die Vorstellung, fremde Menschen zuhause besuchen zu müssen, „Bauchschmerzen“ bereitet, oder dass sie wie viele Vertriebsmitarbeiter Angst vor einem möglichen Nein des Kunden hat. Die Führungskraft ist gut beraten, die fehlende Unterstützung durch den Bauch nicht etwa zu übergehen, sondern gemeinsam mit der Mitarbeiterin nach machbaren Lösungen zu suchen. So könnte versucht werden, neue motivpassende Anreize zu setzen oder die Aufgabe so umzugestalten, dass sich auch von der Komponente Bauch unterstützt wird. Kehr und von Rosenstiel bezeichnen dies als „Metamotivation“. Ist beispielsweise das Anschlussmotiv der Mitarbeiterin stark ausgeprägt, so könnten ihr vielleicht vornehmlich unkomplizierte, freundliche Kunden zugeteilt werden, oder die Verkaufsgespräche könnten im Team bewerkstelligt werden. Denkbar wäre auch die gemeinsame Entwicklung einer persönlichen Vision, die zu den Motiven der Mitarbeiterin passt. Fruchten diese Maßnahmen, dann regen sie die Komponente Bauch an und tragen dazu bei, die motivationalen Handlungsbarrieren wirksam zu vermeiden. Falls nicht, so ist daran zu denken, dass die Führungskraft ihre Mitarbeiterin dabei berät, mit welchen volitionalen Strategien sie ihre motivationalen Handlungsbarrieren am wirksamsten überwinden kann. Kehr und von Rosenstiel bezeichnen das als „Metavolition“. Empfehlenswert wäre beispielsweise, Überkontrolle (z. B. negative Fantasien, Verlockungsunterdrückung, übertriebene Planungsneigung) zu reduzieren und sich stattdessen durch Reframing (positive Fantasien) zu motivieren oder aversive Rahmenbedingungen zu verändern, indem etwa die Verkaufsgespräche an einem neutralen Ort durchgeführt werden.
Lässt die 3K-Prüfung erkennen, dass alle drei Komponenten bereits erfüllt sind (das entspricht dem Überlappungsbereich aller drei Kreise in Abb. 3), dann kann die Führungskraft die Aufgabe guten Gewissens an ihre Mitarbeiterin delegieren und sich auf deren Selbstmanagement verlassen. Allerdings empfiehlt es sich auch hier, Kontakt mit der Mitarbeiterin zu halten, um rechtzeitig z. B. über aversive Rahmenbedingungen oder eine veränderte Motivationslage informiert zu werden und entsprechende Unterstützungsmaßnahmen einleiten zu können. Außerdem sollte die Führungskraft in diesem Fall darüber nachdenken, wie sich die offensichtlich hoch motivierte Mitarbeiterin künftig optimal weiterentwickeln lässt.

## Wissenschaftlicher Hintergrund

### Entstehung
Ursprünglich wurde das 3K-Modell als „Kompensationsmodell der Arbeitsmotivation und -volition“ bezeichnet. Die Bezeichnung sollte darauf hinweisen, dass Volition (Wille) fehlende oder unzureichende Motivation kompensiert, eine zentrale Modellannahme. Da dies aber zu Verwechslungen mit „worker compensation“ führte, wurde der Name des Modells in „3K-Modell“ geändert.
Das 3K-Modell ist aus der Integration verschiedener Motivationskonzepte entstanden. Der Postulierung von drei unabhängigen Motivationskomponenten im 3K-Modell liegt McClellands Unterscheidung von „motives, skills, and values“ zugrunde. Das 3K-Modell verbindet diese Dreiteilung mit Ansätzen zu Volition, zu intrinsischer Motivation und zu Flow.
Ruth Kanfer, renommierte Expertin für Arbeitsmotivation, bezeichnet das aus dieser Integration entstandene 3K-Modell als ein „radikales, komplementäres und neues Paradigma“ (Applied Psychology, 2005, S. 190).

### Empirische Forschung
Das 3K-Modell hat umfangreiche empirische Forschung angeregt, unter anderem an der LMU München, der UC Berkeley, der MGSM in Sydney und der TUM (Technische Universität München). Einen Überblick über die Forschung zum 3K-Modell findet sich bei Kehr (2014). Die Kernbefunde sind:
- Bestimmte Erziehungsstile fördern die Entstehung von Diskrepanzen zwischen Kopf und Bauch, sogenannter Motivdiskrepanzen.[17]
- Diskrepanzen zwischen Kopf und Bauch verringern das Wohlbefinden[2] und führen zu Burnout[18].
- Diskrepanzen zwischen Kopf und Bauch verbrauchen Willenskraft.[19][2]
- Furchtmotive, z. B. Furcht vor Zurückweisung, verringern Willenskraft und Wohlbefinden.[20]
- Flow entsteht aus der Erfüllung aller drei Komponenten des 3K-Modells.[21][22]